# Hunky Dory
Hunky Dory (damals in England Slang-Begriff für „alles gut“) ist David Bowies viertes Studioalbum, das im Dezember 1971 bei RCA Records erschien.

## Entstehung
Hunky Dory wurde von Juni bis August 1971 in den Londoner Trident Studios eingespielt. Erstmals produzierte Bowie, in Zusammenarbeit mit Ken Scott, ein Album selbst. Tony Visconti, der bereits bei Space Oddity und The Man Who Sold the World als Musiker und Produzent in Erscheinung getreten war, beteiligte sich nicht an den Sessions. Die späteren The Spiders from Mars, die in den Ziggy Stardust-Zeiten Bowies feste Begleitband werden sollten, spielten bereits auf diesem Album mit.

## Veröffentlichung
RCA Victor brachte Hunky Dory im Dezember 1971 als LP und MC auf den Markt. Das Cover war von George Underwood, einem Jugendfreund von Bowie, gestaltet worden, mit dem er schon bei The Kon-Rads und Davie Jones and the King Bees zusammengespielt hatte.
1984 erschien es erstmals auf CD. 1990 veröffentlichte EMI ein Remaster mit vier Bonustracks auf CD, weitere Remaster folgten 1999 und 2015. Am 7. Januar 2022 veröffentlichte Parlophone die „50th Anniversary Edition“ als LP.
Am 25. November 2022 erschien das Boxset A Divine Symmetry (An Alternative Journey Through Hunky Dory) auf 4 CDs und einer Blu-ray Disc, welches zahlreiche Demoaufnahmen, Konzertmitschnitte, alternative Abmischungen sowie neuere Remaster enthält. Auf der Blu-ray Disc liegt zudem das Remaster von 2015 in hochauflösender Audioqualität (24-Bit/96 kHz) sowie ein 5.1-Mix von Life on Mars? bei. Die alternative Abmischung des Albums erschien am 24. Februar 2023 auch auf LP, diese Version von A Divine Symmetry kommt jedoch ohne weiteres Bonusmaterial daher.

## Titelliste
Bis auf Fill Your Heart stammen alle Songs aus der Feder von David Bowie.
Seite 1
1. Changes – 3:37
2. Oh! You Pretty Things – 3:12
3. Eight Line Poem – 2:55
4. Life on Mars? – 3:54
5. Kooks – 2:53
6. Quicksand – 5:06

Seite 2
1. Fill Your Heart (Biff Rose, Paul Williams) – 3:07
2. Andy Warhol – 3:56
3. Song for Bob Dylan – 4:12
4. Queen Bitch – 3:18
5. The Bewlay Brothers – 5:22

Bonustracks
1. Bombers – 2:38
2. The Supermen (Alternate Version) – 2:41
3. Quicksand (Demo Version) – 4:43
4. The Bewlay Brothers (Alternate Mix) – 5:19

## Rezeption
Rolling Stone wählte Hunky Dory 2003 auf Platz 107, 2012 auf Platz 108 und 2020 auf Platz 88 der 500 besten Alben aller Zeiten. 2021 belegte Changes Platz 200 und Life on Mars? Platz 105 der 500 besten Songs aller Zeiten.
In der Aufstellung der 500 besten Alben aller Zeiten des New Musical Express erreichte es Platz 3. Die Zeitschrift wählte Changes auf Platz 162 und Life on Mars? auf Platz 34 der 500 besten Songs aller Zeiten.
Pitchfork führt Hunky Dory auf Platz 80 der 100 besten Alben der 1970er Jahre. Life on Mars? erreichte Platz 1 der 200 besten Songs des Jahrzehnts.
In der Auswahl der 200 besten Alben aller Zeiten von Uncut belegt es Platz 11.
Das Magazin Time zählt Hunky Dory zu den 100 wichtigsten Alben.
Die Single Changes wurde 2017 in die Grammy Hall of Fame aufgenommen.
Hunky Dory gehört zu den 1001 Albums You Must Hear Before You Die.
In Band 1 seiner Buchreihe Rock vergibt das Magazin eclipsed für das Album die zweithöchste Kategorie Pflichtkauf. Hunky Dory landet in der Gesamtschau aller Bowie-Alben in dieser Publikation auf Platz 6.

## Kommerzieller Erfolg

### Chartplatzierungen
Das Album erhielt bei seiner Veröffentlichung gute Kritiken, verkaufte sich zunächst aber nur mäßig. Nach dem Erfolg des nachfolgenden Albums Ziggy Stardust gelangte auch Hunky Dory bis auf Platz 3 der britischen Albumcharts. Auch die im Juni 1973 von RCA nachträglich veröffentlichte Single Life on Mars? kletterte auf Platz 3 der UK-Charts und konnte sich 13 Wochen halten. Durch die Neuveröffentlichung im Januar 2022 konnte sich Hunky Dory erstmals auch in den deutschen Albumcharts platzieren.
| ChartsChartplatzierungen       | Höchstplatzierung | Wochen |
| ------------------------------ | ----------------- | ------ |
| Deutschland (GfK)              | 53 (1 Wo.)        | 1      |
| Österreich (Ö3)                | 52 (1 Wo.)        | 1      |
| Schweiz (IFPI)                 | 32 (3 Wo.)        | 3      |
| Vereinigte Staaten (Billboard) | 57 (19 Wo.)       | 19     |
| Vereinigtes Königreich (OCC)   | 3 (151 Wo.)       | 151    |

### Auszeichnungen für Musikverkäufe
| Land/Region                  | Auszeichnungen für Musikverkäufe (Land/Region, Auszeichnung, Verkäufe) | Verkäufe  |
| ---------------------------- | ---------------------------------------------------------------------- | --------- |
| Dänemark (IFPI)              | Gold                                                                   | 10.000    |
| Italien (FIMI)               | Gold                                                                   | 25.000    |
| Neuseeland (RMNZ)            | Gold                                                                   | 7.500     |
| Vereinigtes Königreich (BPI) | Platin                                                                 | 1.000.000 |
| Insgesamt                    | 3× Gold · 1× Platin ·                                                  | 1.042.500 |

Hauptartikel: David Bowie/Auszeichnungen für Musikverkäufe

## Trivia
- Bowie ehrt in einigen Stücken Künstler, die sein Werk beeinflusst haben: Andy Warhol, Bob Dylan und in Queen Bitch Velvet Underground. Den Song Kooks widmet er seinem Sohn Duncan Jones, den er Zowie nannte, weshalb die Widmung, welche sich auf der Albumhüllen-Rückseite befindet, „for small Z.“ lautet.
- Der Songtitel Life on Mars? stand Pate für die zwischen 2006 und 2007 ausgestrahlte britische Fernsehserie Life on Mars – Gefangen in den 70ern.